# أونها
جونغ ايونبي (ولدت: 30 مايو 1997)، تعرف باسم أونها، ممثلة ومغنية رئيسية في فرقة جيفريند. درست في مدرسة سول للفنون التعبيرية وتخرجت منها في العام 2016 مع يوجو.

## حياتها
ولدت في سول، كوريا الجنوبية. بدأت مسيرتها كممثلة في طفولتها حيث شاركت في مسلسل" The Clinic for Married Couples: Love and War" عام 2007. عندما كانت في السابعة من العمر، اصيبت بمرض كثرة المنسجات لخلايا لانغر هانز (LCH) واستمرت بالعلاج حتى الصف السادس، وتم علاجها بنجاح دون احتمالية الإصابة بالمرض مرة أخرى.

## مهنتها
ترسمت أونها في فرقة جيفريند في بداية 2015, كما شاركت في الفيديو الموسيقي "Han River at Night" لـ Pro C. اغنيتها المنفردة الأولى كانت بعنوان "Don't Come to Farewell" للمسلسل التلفزيوني «ستة تنانين طائرة» التي اصدرت في 7 مارس2016.
وشاركت في دراما الويب Oh My God! Tip مع باك كيونغ عضو بلوك بي. كما شاركت في اغنيته المنفردة "Inferiority Complex"التي اصدرت بتاريخ 25 مايو 2016.
اصدرت اغنيتها الثانية بعنوان "Love-ing", والتي سجلت من اجل المسلسل التلفزيوني «درجة حرارة الحب» بتاريخ 2 أكتوبر 2017.

## الاغاني

### تعاونات
- Han River at Night" - 2015" للمغني Pro C بمشاركة أونها.
- Inferiority Complex" -2016" للمغني باك كيونغ بمشاركة أونها.
- Firefly" - 2016" تعاون بين هوانغ تشي-يول وأونها.
- Chemistry"- 2016" تعاون بين MC Mong وأونها.
- Taxi" - 2016" ساني قيرلز (أونها، يوا، نانسي، نايونغ)
- Hold Your Hand" - 2017" تعاون بين تشونجي وأونها.

### أو اس تي
- Don't Come to Farewell" - 2016" (مسلسل ستة تنانين طائرة)
- Love-ing" - 2017" (مسلسل درجة حرارة حب)
- You Look Nice Today" - 2017" (مسلسل الحزمة)
- Hope" - 2017" (لعبة Grand Chase for Kakao)

### البرامج الغنائية
- 2016 - " I Have to Forget You" (برنامج ملك الغناء المقنع)
- 2016 - "Je t`aime" (برنامج ملك الغناء المقنع)
- 2017- "Destiny" (برنامج singderella)
- 2017 - "After The Play" (برنامج singderella)

### الحفلات المنفردة
- 2018 - "Bloom" (الحفل المنفرد الأول "Season of GFRIEND")

## التمثيل

### مسلسلات
| السنة | العنوان                                      | الدور       | القناة      | ملاحظة    |
| ----- | -------------------------------------------- | ----------- | ----------- | --------- |
| 2007  | The Clinic for Married Couples: Love and War | ايم سو-يونغ | KBS2        | -         |
| 2016  | Oh My God! Tip                               | أونها       | MBC MBig TV | دراما ويب |

## روابط خارجية
- أونها على موقع IMDb (الإنجليزية)
- أونها على موقع ميوزك برينز (الإنجليزية)